# غريغوري شاكن
غريغوري شاكن (بالهولندية: Gregory Schaken)‏ هو لاعب كرة قدم هولندي في مركز الوسط، ولد في 23 فبراير 1989 في روتردام في هولندا. لعب مع نادي أوترخت.

## وصلات خارجية
- غريغوري شاكن على موقع قاعدة بيانات كرة القدم.إي يو (الإنجليزية)
- غريغوري شاكن على موقع عالم كرة القدم.نت (الإنجليزية)